# Ascenso MX 2015/16
Die Saison 2015/16 ist die siebte Spielzeit der zweithöchsten Fußballspielklasse in Mexiko seit Bestehen der Liga de Ascenso, die seit Sommer 2013 die offizielle Bezeichnung Ascenso MX trägt.

## Veränderungen
Während die Vorsaison von 14 Mannschaften bestritten wurde, erfolgte im Sommer 2015 die Erweiterung der Liga auf 16 Teilnehmer. Elf von ihnen waren bereits in der Vorsaison dabei.
Sportlich tauschten der Erstliga-Aufsteiger Dorados de Sinaloa und der Absteiger aus derselben, Leones Negros, die Plätze. Einen Absteiger in die drittklassige Segunda División gab es wegen der Aufstockung der Liga von 14 auf 16 Mannschaften nicht. Es stieg auch keine Mannschaft sportlich auf, weil die Teilnahme an der zweiten Liga in diesem Jahr nur aufgrund eines entsprechenden Lizenzerwerbs möglich war. Der Murciélagos FC erwarb die Lizenz des CD Irapuato und die Cafetaleros de Tapachula ersetzen den Altamira FC. Die beiden hinzugekommenen Mannschaften aufgrund der Aufstockung der Liga sind die Cimarrones de Sonora und der FC Juárez. Außerdem benannte sich der Mérida FC in Venados FC um.

## Liguillas der Apertura 2015

### Viertelfinale
|                          | Gesamt |                     | Hinspiel | Rückspiel |
| ------------------------ | ------ | ------------------- | -------- | --------- |
| Cafetaleros de Tapachula | 1:2    | FC Juárez           | 1:1      | 0:1       |
| Atlante                  | 4:3    | Alebrijes de Oaxaca | 0:2      | 4:1       |
| Murciélagos              | 2:4    | Mineros Zacatecas   | 2:2      | 0:2       |

Superlíder Lobos BUAP kampflos.

### Halbfinale
|                   | Gesamt    |            | Hinspiel | Rückspiel |
| ----------------- | --------- | ---------- | -------- | --------- |
| Atlante           | (a)3:3(a) | Lobos BUAP | 1:0      | 2:3       |
| Mineros Zacatecas | 1:2       | FC Juárez  | 1:1      | 0:1       |

### Finale
|         | Gesamt |           | Hinspiel | Rückspiel |
| ------- | ------ | --------- | -------- | --------- |
| Atlante | 1:3    | FC Juárez | 1:0      | 0:3       |

## Liguillas der Clausura 2016

### Viertelfinale
|                   | Gesamt |                       | Hinspiel | Rückspiel |
| ----------------- | ------ | --------------------- | -------- | --------- |
| UAT Correcaminos  | 1:2    | Necaxa                | 0:1      | 1:1       |
| Atlante           | 2:1    | Celaya FC             | 0:1      | 2:0       |
| Mineros Zacatecas | 3:2    | Cafetaleros Tapachula | 2:1      | 1:1       |

Superlíder Leones Negros kampflos.

### Halbfinale
|                   | Gesamt |               | Hinspiel | Rückspiel |
| ----------------- | ------ | ------------- | -------- | --------- |
| Atlante           | 3:5    | Necaxa        | 1:2      | 2:3       |
| Mineros Zacatecas | 3:2    | Leones Negros | 1:1      | 2:1       |

### Finale
|                   | Gesamt |        | Hinspiel | Rückspiel |
| ----------------- | ------ | ------ | -------- | --------- |
| Mineros Zacatecas | 0:2    | Necaxa | 0:2      | 0:0       |

## Tabellen

### Abschlusstabelle der Apertura 2015
| Pl. | Verein                   | Sp. | S | U | N | Tore    | Diff. | Punkte |
| --- | ------------------------ | --- | - | - | - | ------- | ----- | ------ |
| 1.  | Lobos de la BUAP         | 15  | 8 | 5 | 2 | 028:140 | +14   | 29     |
| 2.  | FC Juárez                | 15  | 8 | 5 | 2 | 024:140 | +10   | 29     |
| 3.  | Alebrijes de Oaxaca      | 15  | 7 | 4 | 4 | 023:190 | +4    | 25     |
| 4.  | Mineros de Zacatecas     | 15  | 7 | 3 | 5 | 031:220 | +9    | 24     |
| 5.  | Murciélagos FC           | 15  | 7 | 3 | 5 | 023:210 | +2    | 24     |
| 6.  | CF Atlante               | 15  | 6 | 5 | 4 | 020:150 | +5    | 23     |
| 7.  | Cafetaleros de Tapachula | 15  | 7 | 1 | 7 | 020:300 | −10   | 22     |
| 8.  | Leones Negros de la UdeG | 15  | 5 | 6 | 4 | 025:160 | +9    | 21     |
| 9.  | Atlético San Luis        | 15  | 6 | 3 | 6 | 023:260 | −3    | 21     |
| 10. | Necaxa                   | 15  | 6 | 2 | 7 | 024:210 | +3    | 20     |
| 11. | Coras de Tepic           | 15  | 4 | 8 | 3 | 022:210 | +1    | 20     |
| 12. | Celaya FC                | 15  | 5 | 5 | 5 | 016:190 | −3    | 20     |
| 13. | Venados FC               | 15  | 4 | 3 | 8 | 020:260 | −6    | 15     |
| 14. | CD Zacatepec             | 15  | 3 | 4 | 8 | 022:310 | −9    | 13     |
| 15. | UAT Correcaminos         | 15  | 3 | 4 | 8 | 014:280 | −14   | 13     |
| 16. | Cimarrones de Sonora     | 15  | 1 | 5 | 9 | 013:250 | −12   | 08     |

### Abschlusstabelle der Clausura 2016
| Pl. | Verein                   | Sp. | S | U  | N | Tore    | Diff. | Punkte |
| --- | ------------------------ | --- | - | -- | - | ------- | ----- | ------ |
| 1.  | Leones Negros de la UdeG | 15  | 9 | 2  | 4 | 022:150 | +7    | 29     |
| 2.  | Necaxa                   | 15  | 8 | 4  | 3 | 021:120 | +9    | 28     |
| 3.  | Cafetaleros de Tapachula | 15  | 8 | 3  | 4 | 014:800 | +6    | 27     |
| 4.  | Celaya FC                | 15  | 8 | 2  | 5 | 020:130 | +7    | 26     |
| 5.  | CF Atlante               | 15  | 7 | 4  | 4 | 022:120 | +10   | 25     |
| 6.  | Mineros de Zacatecas     | 15  | 4 | 10 | 1 | 017:130 | +4    | 22     |
| 7.  | UAT Correcaminos         | 15  | 6 | 4  | 5 | 013:170 | −4    | 22     |
| 8.  | Alebrijes de Oaxaca      | 15  | 5 | 6  | 4 | 019:190 | ±0    | 21     |
| 9.  | Venados FC               | 15  | 5 | 5  | 5 | 017:140 | +3    | 20     |
| 10. | FC Juárez                | 15  | 5 | 5  | 5 | 013:120 | +1    | 20     |
| 11. | Coras de Tepic           | 15  | 6 | 1  | 8 | 020:190 | +1    | 19     |
| 12. | Lobos de la BUAP         | 15  | 5 | 3  | 7 | 017:220 | −5    | 18     |
| 13. | Murciélagos FC           | 15  | 5 | 1  | 9 | 018:300 | −12   | 16     |
| 14. | CD Zacatepec             | 15  | 2 | 7  | 6 | 015:230 | −8    | 13     |
| 15. | Atlético San Luis        | 15  | 2 | 5  | 8 | 011:200 | −9    | 11     |
| 16. | Cimarrones de Sonora     | 15  | 2 | 4  | 9 | 012:220 | −10   | 10     |

### Kreuztabelle der Saison 2015/16
Die Kreuztabelle stellt die Ergebnisse aller Spiele dieser Saison dar. Der Name der Heimmannschaft ist in der linken Spalte, ein jeweils dreistelliges Kürzel für die Gastmannschaft in der oberen Zeile aufgelistet.
| 2015/16           | ALE | ATL | ASL | CEL | CIM | UAT | JUA | UDG | UAP | MUR | NEC | TAP | TEP | VEN  | ZCS | ZPC |
| ----------------- | --- | --- | --- | --- | --- | --- | --- | --- | --- | --- | --- | --- | --- | ---- | --- | --- |
| Alebrijes         |     | 3:3 | 2:3 | 0:0 | 1:0 | 3:2 | 1:0 | 1:2 | 2:2 | 1:1 | 1:1 | 0:1 | 1:0 | 3: 1 | 1:1 | 3:3 |
| Atlante           | 1:0 |     | 1:0 | 2:0 | 3:2 | 2:0 | 2:0 | 3:0 | 0:0 | 1:0 | 0:1 | 1:2 | 3:0 | 0:0  | 2:2 | 4:1 |
| Atlético San Luis | 2:1 | 1:3 |     | 1:0 | 1:1 | 0:3 | 0:1 | 2:2 | 1:2 | 5:1 | 0:1 | 0:0 | 0:1 | 2:0  | 2:0 | 3:1 |
| Celaya FC         | 2:1 | 2:2 | 2:0 |     | 2:0 | 1:0 | 2:2 | 0:1 | 3:0 | 3:1 | 4:2 | 0:3 | 1:0 | 1:0  | 3:1 | 2:0 |
| Cimarrones        | 1:1 | 1:2 | 3:4 | 0:0 |     | 0:0 | 0:1 | 0:1 | 1:2 | 2:1 | 1:2 | 0:1 | 0:0 | 0:1  | 2:3 | 1:1 |
| Correcaminos      | 0:1 | 0:0 | 1:1 | 2:1 | 1:1 |     | 0:3 | 0:2 | 1:5 | 0:1 | 0:2 | 3:1 | 3:1 | 1:0  | 0:0 | 2:1 |
| Juárez            | 1:1 | 1:0 | 1:1 | 1:0 | 4:0 | 0:0 |     | 3:0 | 1:0 | 2:1 | 1:3 | 2:0 | 1:2 | 2:1  | 0:0 | 0:0 |
| Leones Negros     | 1:2 | 0:0 | 2:1 | 3:0 | 0:0 | 7:1 | 3:0 |     | 2:3 | 2:1 | 0:0 | 3:1 | 3:1 | 2:0  | 2:2 | 2:0 |
| Lobos de la BUAP  | 1:2 | 1:0 | 4:0 | 0:0 | 2:0 | 0:1 | 1:1 | 3:2 |     | 3:0 | 2:1 | 0:1 | 0:0 | 2:1  | 1:1 | 2:1 |
| Murciélagos       | 3:2 | 1:0 | 1:0 | 1:2 | 2:0 | 5:0 | 1:0 | 1:2 | 2:1 |     | 2:1 | 4:0 | 0:6 | 0:1  | 1:0 | 2:1 |
| Necaxa            | 0:0 | 2:1 | 3:0 | 3:0 | 4:2 | 3:1 | 1:0 | 0:3 | 2:0 | 4:0 |     | 1:0 | 1:2 | 2:3  | 2:3 | 1:1 |
| Tapachula         | 3:1 | 1:0 | 3:0 | 2:1 | 0:4 | 0:1 | 0:0 | 1:0 | 0:3 | 2:0 | 2:1 |     | 3:3 | 1:0  | 0:1 | 3:2 |
| Tepic             | 1:2 | 2:2 | 3:1 | 1:1 | 2:3 | 1:1 | 1:3 | 0:0 | 2:0 | 3:3 | 0:0 | 0:1 |     | 1:0  | 0:3 | 2:1 |
| Venados           | 0:1 | 2:2 | 1:1 | 0:1 | 1:0 | 1:1 | 5:1 | 2:1 | 4:1 | 3:1 | 0:0 | 2:1 | 0:2 |      | 2:4 | 3:3 |
| Zacatecas         | 1:2 | 1:2 | 1:1 | 0:0 | 4:0 | 2:1 | 2:2 | 1:1 | 2:2 | 3:3 | 2:0 | 4:0 | 1:0 | 1:1  |     | 0:1 |
| Zacatepec         | 1:2 | 1:0 | 1:1 | 3:2 | 0:0 | 0:1 | 1:3 | 2:1 | 2:2 | 1:1 | 2:1 | 1:1 | 2:5 | 2:2  | 1:2 |     |

## Das Aufstiegsfinale

### Hinspiel
| Necaxa                                                    | Necaxa | FC Juárez | FC Juárez |
| --------------------------------------------------------- | --- | --- | --------- |
| Necaxa                                                    | \| 14. Mai 2016 in Aguascalientes, Mexiko (Estadio Victoria) \| \| Ergebnis: 1:0 (0:0) \| \| Schiedsrichter: Uriel Olvera \| | \| 14. Mai 2016 in Aguascalientes, Mexiko (Estadio Victoria) \| \| Ergebnis: 1:0 (0:0) \| \| Schiedsrichter: Uriel Olvera \| | FC Juárez |
| Necaxa                                                    | Yosgart Gutiérrez – Marcos González, Mario de Luna, Bryan Beckeles, Xavier Báez – Michel Gibrant García, Jesús Isijara (64. Óscar Fernández Monroy), Erick Vera – Rodrigo Prieto (89. Alejandro Vela), Jahir Barraza, Luis Felipe Gallegos (46. Jesús Gómez) Cheftrainer: Luis Alfonso Sosa | Edmundo Iván Vázquez – Héctor Morales, Juan Rojas (78. David Stringel), Eder Borelli, Marco Antonio Tovar – Edgar Mejía, Félix Micolta (46. Sidnei Sciola Moraes), Wanderley de Jesús Sousa „Derley“ – José Daniel Tehuitzil, Mario Virginio Ortiz (70. Gilberto Barbosa), Leandro Carrijo Cheftrainer: Sergio Orduña | FC Juárez |
| Necaxa                                                    | 1:0 Jahir Barraza (77.) | | FC Juárez |
| Necaxa                                                    | Sidnei (67.) | | FC Juárez |
| 14. Mai 2016 in Aguascalientes, Mexiko (Estadio Victoria) | | |           |
| Ergebnis: 1:0 (0:0)                                       | | |           |
| Schiedsrichter: Uriel Olvera                              | | |           |

### Rückspiel
| FC Juárez                                                              | FC Juárez | Necaxa | Necaxa |
| ---------------------------------------------------------------------- | --- | --- | ------ |
| FC Juárez                                                              | \| 21. Mai 2016 in Ciudad Juárez, Mexiko (Estadio Olímpico Benito Juárez) \| \| Ergebnis: 0:2 (0:0) \| \| Schiedsrichter: Ángel Monroy \| | \| 21. Mai 2016 in Ciudad Juárez, Mexiko (Estadio Olímpico Benito Juárez) \| \| Ergebnis: 0:2 (0:0) \| \| Schiedsrichter: Ángel Monroy \| | Necaxa |
| FC Juárez                                                              | Edmundo Iván Vázquez – Héctor Morales, Juan Rojas, Eder Borelli, Marco Antonio Tovar – Edgar Mejía (46. Joaquín Alonso Hernández), Wanderley de Jesús Sousa „Derley“, José Daniel Tehuitzil – Mario Virginio Ortiz (66. Nelson Sebastián Maz), Sidnei Sciola Moraes (46. Gael Sandoval), Leandro Carrijo Cheftrainer: Sergio Orduña | Yosgart Gutiérrez – Marcos González, Mario de Luna, Bryan Beckeles, Xavier Báez – Michel Gibrant García, Jesús Isijara (66. Jesús Gómez), Erick Vera – Rodrigo Prieto, Jahir Barraza (79. Jorge Alberto Sánchez), Luis Felipe Gallegos Cheftrainer: Luis Alfonso Sosa | Necaxa |
| FC Juárez                                                              | 0:1 Luis Felipe Gallegos (55.) 0:2 Jorge Alberto Sánchez (88.) | | Necaxa |
| FC Juárez                                                              | Tovar (49.) | Isijara (40.), Gutiérrez (79.), Gómez (84.) | Necaxa |
| 21. Mai 2016 in Ciudad Juárez, Mexiko (Estadio Olímpico Benito Juárez) | | |        |
| Ergebnis: 0:2 (0:0)                                                    | | |        |
| Schiedsrichter: Ángel Monroy                                           | | |        |